# Kabinett Koch III
Das Kabinett Koch III bildete vom 5. Februar 2009 bis 31. August 2010 die Landesregierung von Hessen.
Bei der vorgezogenen Neuwahl 2009 ergab sich eine klare Mehrheit für eine schwarz-gelbe Regierung, die von Roland Koch angeführt wurde. Als dieser in die Wirtschaft wechselte, übernahm das Kabinett Bouffier I die Regierungsgeschäfte.

## Kabinett
| Amt                                                   | Bild    | Name                 | Partei | Partei | Staatssekretäre                                            |
| ----------------------------------------------------- | ------- | -------------------- | ------ | ------ | ---------------------------------------------------------- |
| Ministerpräsident                                     |         | Roland Koch          |        | CDU    | -                                                          |
| Stellvertreter des Ministerpräsidenten                | rahmlos | Jörg-Uwe Hahn        |        | FDP    | -                                                          |
| Inneres und Sport                                     | rahmlos | Volker Bouffier      |        | CDU    | Boris Rhein Horst Westerfeld                               |
| Finanzen                                              | rahmlos | Karlheinz Weimar     |        | CDU    | Thomas Schäfer Horst Westerfeld                            |
| Justiz, Integration und Europa                        | rahmlos | Jörg-Uwe Hahn        |        | FDP    | Rudolf Kriszeleit Nicola Beer                              |
| Arbeit, Familie und Gesundheit                        | rahmlos | Jürgen Banzer        |        | CDU    | Petra Müller-Klepper                                       |
| Kultus                                                |         | Dorothea Henzler     |        | FDP    | Heinz-Wilhelm Brockmann                                    |
| Wissenschaft und Kunst                                |         | Eva Kühne-Hörmann    |        | CDU    | Gerd Krämer                                                |
| Umwelt, Energie, Landwirtschaft und Verbraucherschutz |         | Silke Lautenschläger |        | CDU    | Mark Weinmeister                                           |
| Staatskanzlei                                         |         | Stefan Grüttner      |        | CDU    | Dirk Metz                                                  |
| Bundesangelegenheiten                                 |         | Michael Boddenberg   |        | CDU    | -                                                          |
| Wirtschaft, Verkehr und Landesentwicklung             |         | Dieter Posch         |        | FDP    | Steffen Saebisch Klaus-Peter Güttler (bis 31. August 2009) |